# Imagologie
Imagologie is een wetenschappelijk specialisme dat culturele representaties (boeken, theaterstukken, films, persberichten) analyseert op hun beeldvorming over volkeren, culturen en samenlevingen.
Imagologie is ontstaan rond het midden van de twintigste eeuw in de vergelijkende literatuurwetenschap, maar heeft raakvlakken met vele andere takken van wetenschap, van sociale psychologie tot kunst- en cultuurgeschiedenis. Ook het Frans en het Duits gebruiken de term imagologie, in het Engels spreekt men van imagology of ook wel image studies. Soms wordt ook wel de benaming interculturele hermeneutiek gebezigd.

## Werkwijze
Imagologie bestudeert de diep ingesleten gewoonte om samenlevingen en personen te karakteriseren aan de hand van hun nationaliteit en “volksaard”. “Nationale karakters” vormen een steeds terugkerend thema in teksten en andere culturele representaties uit vele landen, taalgebieden en periodes: van “nuchtere Hollanders” tot “frivole Fransen” en “zuinige Schotten”. De imagologie onderzoekt de tekstuele verspreiding van dergelijke gemeenplaatsen. Eén vraag is daarbij nadrukkelijk niet aan de orde: de vraag of zulke representaties al dan niet “kloppen”; imagologie gaat over culturele representaties, niet over culturele identiteit. 
De werkwijze van de imagologie is intertekstueel, contextueel en tekstueel.

### De intertekstuele werkwijze
Deze legt meerdere teksten met representaties van een gegeven volksaard vergelijkenderwijs naast elkaar. Imagologisch onderzoek naar de beeldvorming over, bijvoorbeeld, de Fransen, zal allereerst zo veel mogelijk bronnen verzamelen waarin zulke representaties te vinden zijn; die bronnen worden op de eerste plaats onderverdeeld naar herkomst. Immers, de visie op Frankrijk kan heel anders zijn al naargelang ze door Amerikaanse, Spaanse of Duitse auteurs wordt geformuleerd - of door Franse auteurs zelf. In het laatste geval van gaat het om een Frans zelfbeeld of auto-image, anders om beeldvorming van buitenaf (hetero-image). Een van de belangrijkste invalshoeken is, of en hoe auto-images en hetero-images elkaar hebben bepaald of beïnvloed. Voorts kan worden onderzocht of en hoe bijvoorbeeld het Engelse beeld van Frankrijk invloed heeft gehad op het Amerikaanse Frankrijkbeeld. Ook wordt wel onderzocht, hoe beeldvorming vanuit het ene genre invloed uitoefent op andere (zo bijvoorbeeld de wisselwerking tussen reisverslagen en fictie-verhalen).
De literatuurhistorische implicatie van een en ander is, dat in de onderlinge beïnvloeding van literaire tradities over land- en taalgrenzen heen de nationale beeldvorming tussen de betrokken volkeren vaak een sturende of filterende rol speelt. 
Voor wat betreft de ideeënhistorische implicatie maakt de chronologische ordening van de bronnen zichtbaar hoe de beeldvorming zich in de loop van de tijd heeft ontwikkeld. Daarbij komen soms opmerkelijke constanten naar voren - een beeld dat gedurende meerdere eeuwen nagenoeg onveranderd blijft, zoals dat van Russische lijdzaamheid - maar vaak ook zeer sterke fluctuaties: Duitsers golden in de zeventiende eeuw als dom en ongeharst, in de vroege negentiende eeuw als intellectueel en artistiek diepzinnig, en in de eerste helft van de twintigste eeuw als disciplinair georganiseerd. Door intertekstueel onderzoek wordt aldus een typologie ontwikkeld van een gegeven volks-imago (image in het Duits, Engels en Frans). Een dergelijke typologie blijkt vrijwel altijd sterk variabel te zijn: het image van een volk of nationaliteit is anders in verschillende eeuwen, in de diverse andere landen, en bevat ook vaak sterk tegenstrijdige karaktertrekken. (vgl. onder: bevindingen). Alleen al om die reden zal imagologisch onderzoek nooit tot beweringen kunnen leiden over hoe volkeren “echt” zijn.

### De contextuele werkwijze
Deze relateert constanten en verschuivingen in de beeldvorming aan de historische omstandigheden waarin teksten tot stand zijn gekomen. Rivaliteit tussen landen leidt tot negatieve beeldvorming (oorlogspropaganda); intrigerender is de vraag waarom op bepaalde momenten plotseling belangstelling en positieve waardering ontstaat voor een ander land, of andersoortige karakterattributen op de voorgrond gaan treden. De kwestie van machtsverhoudingen is met name belangrijk in koloniale en post-koloniale beeldvorming; de contextueel werkende imagologie heeft een belangrijk raakvlak met postkoloniale studies.
Voor de cultuurgeschiedenis en de geschiedenis van natievorming en nationalisme maakt imagologisch onderzoek duidelijk dat nationalisme gezien kan worden als de politieke instrumentalisering van een cultureel zelfbeeld of auto-image: de zienswijze op het eigen "karakter" bepaalt de identiteit die men politiek bevestigd wil zien.

### De tekstuele werkwijze
Deze onderzoekt de retorische en verhaaltechnische functie van nationale karakteriseringen. In hoeverre is bijvoorbeeld de nationale achtergrond van de diverse personages in Thomas Manns Der Zauberberg een dragend of sturend element in de opbouw van die roman? Hoe distribueren auteurs positieve of negatieve karaktertrekjes aan de hand van de nationaliteit van hun personages? Worden nationale karakteriseringen ingezet met ernstige, satirische of ironische bedoelingen?

## Geschiedenis
In de geschiedenis van de imagologie vallen 4 fasen te onderscheiden. De eerste fase, dominant in de periode 1900-1950, zag nationaal karakter eenvoudigweg als een objectief gegeven en als literair thema (net als bijvoorbeeld “de zonsopgang” of “de rivaliteit tussen zoon en vader”) en onderzocht de weergave daarvan in een literair tekstcorpus, zonder veel kritische analyse. In de tweede fase, na de Tweede Wereldoorlog (1945-1965) werd nationale karakterisering vooral gezien als een heilloos vooroordeel dat bij uitstek kritisch onderzocht en gedemythologiseerd moest worden. De derde fase (1965-1990) ontwikkelde daarnaast een belangstelling in de structuur, aard en functie van zelfbeelden en beelden van de ander. In de laatste jaren worden de aan het licht getreden typologische constanten onderzocht als een “retoriek van nationale karakterisering”. Binnen de Vergelijkende Literatuurwetenschap is de imagologie gedurende enkele decennia gemarginaliseerd ten gevolge van, onder meer, het toenemend anti-historisme van die discipline na 1965; de imagologie is in die tijd vooral staande gehouden door Hugo Dyserinck en zijn “Akense programma”, van waaruit een interesse naar nationale beeldvorming vooral is uitgewaaierd naar andere vakgebieden zoals de cultuurgeschiedenis, filosofische antropologie, Culturele Studies en Europese Studies. De laatste jaren valt echter ook binnen de literatuurwetenschappen hernieuwde belangstelling voor de imagologie te bespeuren.

## Bevindingen
Door vergelijkend onderzoek is de imagologie tot inzichten of werkhypothesen gekomen als daar zijn:
- Contrasten tussen een “koel”, als cerebraal en moreel gekarakteriseerd noorden en een “warm”, als sensueel en amoreel gekarakteriseerd zuiden, zijn in veel gevallen te registreren, ongeacht de locatie op de landkaart
- Ook zijn contrasteringen tussen een “dynamisch” centrum en een “statische” periferie stereotiep en casus-onafhankelijk
- Machtige landen worden vaak als bedreigend en negatief gerepresenteerd, kleine landen als sympathiek; die karakterisering kan schommelen als een land aan macht wint of inboet.
- De meeste nationale karakters worden als twee tegenstrijdige polen getypeerd: het ultieme cliché over bijna elk volk is dat het “een volk van tegenstellingen” is.

## Misverstanden en ophelderingen
- Hoewel het vocabulaire van de imagologie (“image”, “beeld”) sterk visueel is, gaat de discipline niet zozeer om visuele afbeeldingen (plaatjes) als wel om mentale en tekstuele representaties.